# Teologie
Teologie (z řeckého θεολογία theologia < θέος theos bůh + λόγος logos slovo; také bohosloví) je nauka o Bohu, o bozích a souvisejících tématech (zázraky, duše, posmrtný život apod.). V českém kulturním kontextu se teologií obvykle rozumí teologie křesťanská, v širším významu je však možné hovořit i o teologii ostatních náboženství.

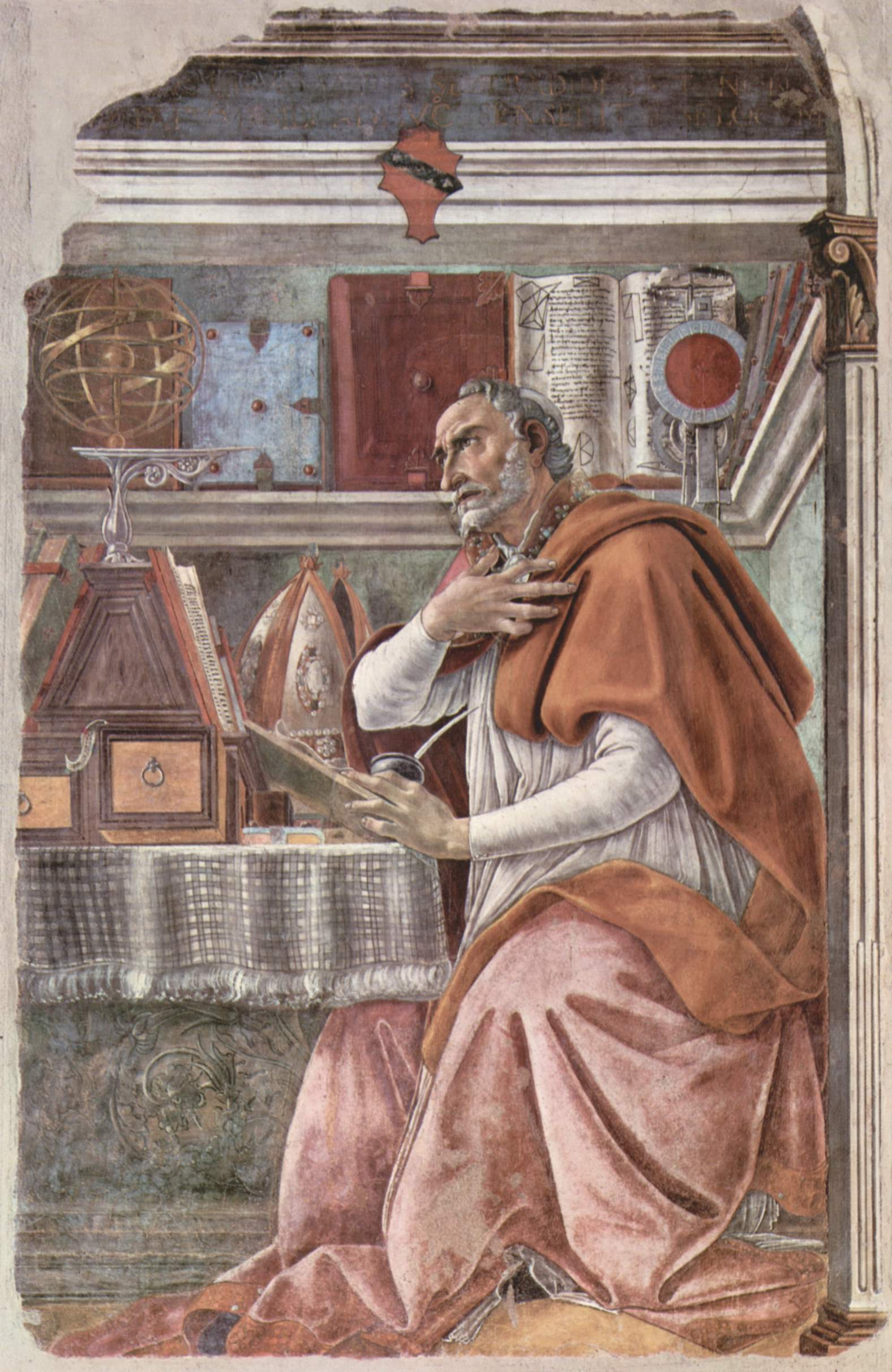
Svatý Augustin na obraze Sandra Botticelliho

Křesťanská teologie se chápe jako vědecký rozbor pramenů víry (biblická teologie a historická teologie), jejich systematická analýza a pokus o verbalizaci (systematická teologie a fundamentální teologie) a praxe této víry (praktická teologie). V České republice vychází řada odborných teologických časopisů.

## Charakteristika
Teologie vychází z předpokladu, že Bůh existuje, zatímco religionistika se snaží vědecky zkoumat a porovnávat různá náboženství, přičemž existence či neexistence boha pro ni z tohoto hlediska (z hlediska víry) není podstatná.

## Historický vývoj pojmu
Pojem teologie nepochází z křesťanského náboženství, ale ze starověké řecké kultury. Nejstarší užití slova nacházíme v Platónově Ústavě (379a). Platón se zde kriticky staví k mytologickým vyprávěním o bozích a hledá pravdu o jednom, dobrém a neměnném. Aristotelés užívá též pojmu teologie, označuje ji za nejvyšší z teoretických věd, která má za svůj předmět první příčinu (Metafyzika 1064a/b).
Od 2. století začínají užívat pojmu křesťanští autoři, tzv. apologeti, kteří teologii staví do kontrastu k mytologii pohanského náboženství. Eusebeios z Kaisareie užívá pojmu ve smyslu „křesťanského chápání Boha“. U žádného z církevních Otců neoznačuje pojem celek křesťanské víry, ale pouze tu jeho část, která je vztažena k Bohu; to, co se týká božího spásného jednání vůči člověku, označovali Otcové pojmem oikonomia (ekonomie spásy).
Zatímco mezi teology ve starověku patřili většinou biskupové, ve středověku hrají v teologii prim řeholníci. V rámci univerzit vznikají teologické fakulty, na nichž je studována křesťanská nauka systematicky. U Petra Abélarda a sv. Bonaventury z Bagnoreggia získává konečně pojem teologie rozsah posvátného vědění, který zahrnuje celou křesťanskou nauku. Na teologii se nyní pohlíží v tomto smyslu jako na spekulativní a teoretickou vědu, jejímž vrcholným dílem je Teologická suma sv. Tomáše Akvinského.
S protestantskou reformací je opět posílen aspekt praktického rozměru teologie. Martin Luther se tímto chápáním staví do monastické teologické tradice, kterou ve středověku zastupuje např. sv. Anselm z Canterbury či sv. Bernard z Clairvaux. Praktickou vědou je teologie v tom smyslu, že se celá zabývá spásou člověka v Bohu, která zahrnuje i praktické počínání věřícího. Luterští teologové proto považovali teologii za scientia practica, praktickou vědu. K dalšímu posilování praktických aspektů teologie na úkor teorie a spekulace přichází v době osvícenství (Johann Salomo Semler a Friedrich Schleiermacher).
Na katolické straně se dnes chápe rozdělení na teologickou teorii a praxi jako svým způsobem fatální, neboť na základě samotných teologických principů nelze prakticky rozlišovat lidské poznání o Bohu a jeho postoj vůči Bohu a světu. V tomto chápání nemůže být v životě teologa rozděleno, co o Bohu vypovídá a jak před Bohem žije.

## Rozdělení teologie
Teologii můžeme rozdělit na mnoho oborů podle různých měřítek. Toto rozdělení se věnuje akademickým odvětvím teologie v křesťanství:
- biblická teologie — se zaměřuje na výzkum a interpretaci Bible (biblická textová kritika, biblická exegeze, ...),
- dějiny teologie — se věnují výzkumu rozvoje náboženského nebo teologického myšlení,
  - patristická teologie — též patrologie či patristika, zkoumá období církevních Otců (do cca roku 800),
  - monastická teologie — navazuje na patristiku, brání teologii před přílišnou filosofizací, hlavním pramenem je studium Bible,
  - scholastická teologie — období středověké „školské“ teologie a její druhé vlny v 16. století,
  - církevní dějiny — někdy též dějiny církve, pojímají církev v jejích historických souvislostech,
- systematická teologie, dogmatická teologie či dogmatika — se snaží rozčlenit a systematizovat jednotlivé teologické koncepty,
- morální teologie — zkoumá teologické důvody, proč by měl člověk konat dobro a nekonat zlo,
- spirituální teologie — se věnuje teologickému zkoumání díla různých duchovních autorů a náboženských skupin či hnutí, modlitba,
- srovnávací teologie — se věnuje srovnání jednotlivých témat mezi různými náboženstvími,
- praktická teologie — má za cíl zkoumat praktické uplatnění teologických myšlenek, patří do ní např.:
  - pastorální teologie
  - homiletika
  - katechetika
  - liturgika

Podle svého předmětu (locus) můžeme teologii dělit takto:
- teologie v úzkém slova smyslu — Bůh, jeho vlastnosti, vztah ke světu,
- teodicea — snaží se ospravedlnit existenci zla a utrpení ve světě ve srovnání s Boží mocí,
- trinitární teologie — zkoumá Boha jako společenství tří osob: Trojice,
- christologie (pouze v křesťanství) — Ježíš Kristus, jeho přirozenost, vztah mezi božským a lidským v Kristu,
- pneumatologie — Duch svatý,
- teologická antropologie — člověk, stvoření,
  - nauka o milosti,
  - hamartologie — hřích, vykoupení,
- soteriologie — spása, vykoupení,
- biblistika — Bible, biblická textová kritika, interpretace Bible, exegeze,
- ekleziologie — církev,
  - misiologie — misie, evangelizace
- sakramentální teologie — teologie svátostí (křest, ...),
- eschatologie — „poslední věci“: smrt, věčný život, poslední soud,
- angelologie — andělé, neviditelný svět,
- démonologie — Satan, démoni, zlí duchové.

Podle své povahy lze dělit teologii na:
- přirozená teologie — diskuse o těch aspektech, které lze zkoumat bez pomoci konceptu zjevení, Bible nebo tradice,
- pozitivní teologie či katafatická teologie — protějšek přirozené teologie; zkoumá s pomocí zjevení, bible a tradice,
- negativní teologie či apofatická teologie — diskuse o tom, co Bůh není.

Podle příslušnosti teologa k jednotlivému náboženství nebo skupině církví lze dělit teologii na:
- ekumenická teologie,
- evangelická teologie,
- katolická teologie,
- pravoslavná teologie,
- scholastická teologie,
- liberální teologie,
- postliberální teologie,
- postmoderní teologie,
- transcendentální teologie,
- feministická teologie,
- teologie osvobození,
- teologie „po Osvětimi“ (hrůzy holokaustu vyvolaly zvláště u židovských teologů potřebu přehodnotit některé pohledy — viz teodicea).